# Movistar Team (continentale wielerploeg)
Movistar Team is een Colombiaanse wielerploeg. De ploeg werd in 2011 opgericht en is actief in de continentale circuits. Movistar Team is de opleidingsploeg van Movistar Team, dat uitkomt in de UCI World Tour. Vanwege de gelijkende namen wordt het Movistar Team ook wel het Movistar Continental Team genoemd.
In 2011 en 2012 was het team actief in de continentale circuits, vanaf 2013 zet het team een stap terug en wordt het een amateurteam. Sinds 2015 heeft het team haar continentale status opnieuw opgenomen.

## 2015

### Renners
| Naam               | Geboortedatum | Nationaliteit | Ploeg 2014    |
| ------------------ | ------------- | ------------- | ------------- |
| Marvin Angarita    | 11-04-1989    | Colombia      |               |
| Wilson Cepeda      | 02-10-1980    | Colombia      |               |
| Yuber Contreras    | 03-07-1994    | Colombia      | Neo           |
| Roller Diagama     | 13-09-1994    | Colombia      | Neo           |
| Omar Mendoza       | 25-11-1989    | Colombia      |               |
| Freddy Montana     | 23-11-1982    | Colombia      |               |
| Diego Ochoa        | 05-06-1993    | Colombia      | 4-72 Colombia |
| Oscar Soliz Villca | 09-01-1985    | Bolivia       |               |
| Cristian Talero    | 25-03-1990    | Colombia      |               |
| Juan David Vargas  | 21-03-1990    | Colombia      |               |

## 2012

### Renners
| Naam                     | Geboortedatum    | Nationaliteit | Ploeg 2011    |
| ------------------------ | ---------------- | ------------- | ------------- |
| Jose Alarcon             | 12 juni 1988     | Venezuela     |               |
| Marvin Orlando Angarita  | 11 april 1989    | Colombia      |               |
| Jader Betancur           | 28 augustus 1992 | Colombia      | Neo           |
| Gregory Brenes Obando    | 21 april 1988    | Costa Rica    |               |
| Ramiro Cabrera Gonzalez  | 8 februari 1988  | Uruguay       |               |
| Ramon Carretero Marciags | 26 november 1990 | Panama        | Neo           |
| Carlos Gálviz            | 27 oktober 1989  | Venezuela     |               |
| Byron Guama              | 14 juni 1985     | Ecuador       |               |
| Omar Mendoza             | 25 november 1989 | Colombia      | Neo           |
| Freddy Montana           | 23 november 1982 | Colombia      | ?             |
| Luis Pasamontes          | 2 oktober 1979   | Spanje        | Team Movistar |
| Ignacio Sarabia Diaz     | 15 juli 1983     | Mexico        |               |
| Alejandro Serna          | 5 februari 1989  | Colombia      | Neo           |
| Oscar Soliz Villca       | 9 januari 1985   | Bolivia       |               |

## 2011

### Renners
| Naam                    | Geboortedatum     | Nationaliteit | Ploeg 2010                  |
| ----------------------- | ----------------- | ------------- | --------------------------- |
| Jose Alarcon            | 12 juni 1988      | Venezuela     | Neo                         |
| Marvin Orlando Angarita | 11 april 1989     | Colombia      | Neo                         |
| Gregory Brenes Obando   | 21 april 1988     | Costa Rica    | Burgos 2016-Castilla y León |
| Ramiro Cabrera Gonzalez | 8 februari 1988   | Uruguay       | Neo                         |
| Nicolas Castro          | 28 juli 1988      | Colombia      | Neo                         |
| Carlos Gálviz           | 27 oktober 1989   | Venezuela     | Neo                         |
| Ricardo Giraldo         | 29 september 1984 | Colombia      | ?                           |
| Fredy Gonzalez          | 18 juni 1975      | Colombia      | EBSA                        |
| Byron Guama             | 14 juni 1985      | Ecuador       | Burgos 2016-Castilla y León |
| Luis Hernandez          | 14 mei 1982       | Mexico        | Rock Racing                 |
| Juan Aranda             | 6 februari 1982   | Mexico        | Rock Racing                 |
| Hernan Dario Munoz      | 5 januari 1973    | Colombia      | ?                           |
| Ignacio Sarabia Diaz    | 15 juli 1983      | Mexico        | Rock Racing                 |
| Oscar Soliz Villca      | 9 januari 1985    | Bolivia       | EBSA                        |
| Fernando Ureña          | 20 februari 1983  | Panama        | ?                           |

### Overwinningen
| Wedstrijd                       | Datum            | Categorie | Winnaar                 |
| ------------------------------- | ---------------- | --------- | ----------------------- |
| 12e etappe Ronde van Costa Rica | 28 december 2011 | 2.2       | Oscar Soliz Villca      |
| 11e etappe Ronde van Costa Rica | 27 december 2011 | 2.2       | Gregory Brenes Obando   |
| 5e etappe Ronde van Costa Rica  | 20 december 2011 | 2.2       | Gregory Brenes Obando   |
| 12e etappe Ronde van Venezuela  | 24 juli 2011     | 2.2       | Marvin Orlando Angarita |
| 11e etappe Ronde van Venezuela  | 23 juli 2011     | 2.2       | Marvin Orlando Angarita |
| 2e etappe Ronde van Venezuela   | 14 juli 2011     | 2.2       | Marvin Orlando Angarita |
| 13e etappe Ronde van Colombia   | 24 juni 2011     | 2.2       | Freddy Gonzalez         |
| 8e etappe Ronde van Colombia    | 18 juni 2011     | 2.2       | Byron Guama             |
| 4e etappe Ronde van Colombia    | 14 juni 2011     | 2.2       | Byron Guama             |